# Бен Милър
Бенет Евън „Бен“ Милър (на английски: Bennet Evan „Ben“ Miller) (роден на 24 февруари 1966 г.) е английски комик, актьор и режисьор.

## Избрана филмография
| година | филм                        | оригинално заглавие          | роля                | режисьор     |
| ------ | --------------------------- | ---------------------------- | ------------------- | ------------ |
| 2003   | Джони Инглиш                | Johnny English               | Бъф „Ангъс“         | Питър Хауит  |
| 2004   | Принцът и аз                | The Prince And Me            | Сьорен              | Марта Кулидж |
| 2017   | Падингтън 2                 | Paddington 2                 | полковник Ланкастър | Пол Кинг     |
| 2018   | Джони Инглиш избухва отново | Johnny English Strikes Again | Бъф „Ангъс“         | Дейвид Кър   |
| 2024   | Падингтън в Перу            | Paddington in Peru           | полковник Ланкастър | Дугал Уилсън |

## Личен живот
Първата съпруга на Милър е актрисата Белинда Стюърт-Уилсън, с която се развежда през 2011 г. От нея има син – Сони, роден през 2006 г. С втората си съпруга – Джесика Паркър (дъщеря на британски музикант), се женят през септември 2013 г. Двамата имат един син – Харисън, роден в края на 2011 г., и дъщеря, родена през юни 2015 г.